# Syllepis
Syllepis là một chi bướm đêm thuộc họ Crambidae.